# Azida de plomo

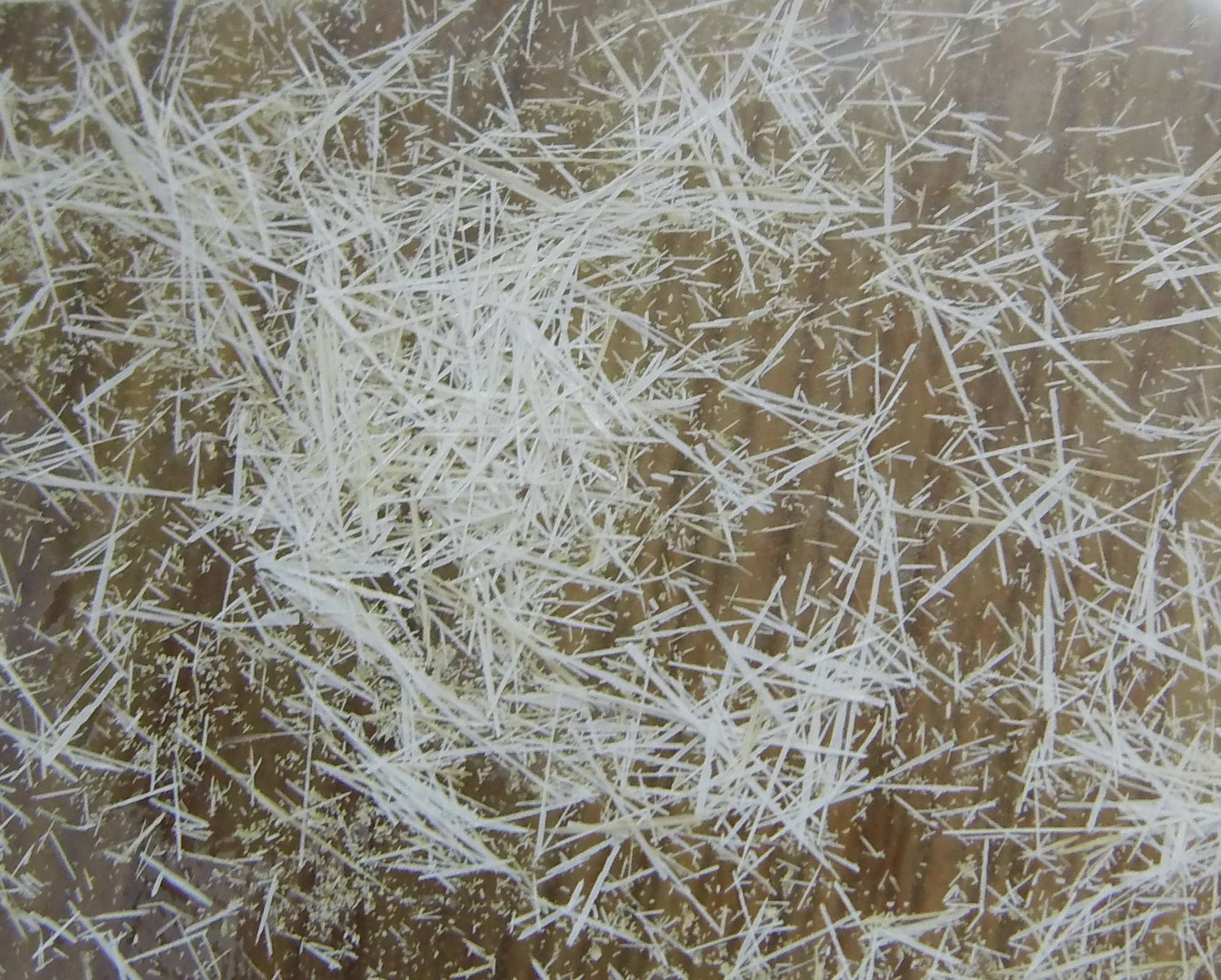

La Azida de plomo (Pb(N3)2) es un compuesto inorgánico. Es más explosiva que otras azidas. Se utiliza en detonadores para iniciar explosivos secundarios. En forma comercial es un polvo blanco.

## Preparación y manipulación
La azida de plomo se prepara mediante metátesis entre azida de sodio y Nitrato de plomo (II). A veces se agrega dextrina a la solución para estabilizar el producto precipitado. El sólido no es muy higroscópico, y el agua no reduce la sensibilidad del impacto. Se la suele transportar como una solución dextrinada para que disminuya su sensibilidad y consecuentemente el riesgo.
Cuando se la protege de la humedad, es totalmente estable en almacenamiento. Una ruta de síntesis alternativa se basa en la disolución de acetato de plomo en una solución de azida de sodio.
La azida de plomo reacciona con cobre, zinc, cadmio y sus aleaciones para formar otras azidas. Por ejemplo, la azida de cobre es incluso más explosiva que la de plomo y demasiado sensible para ser usada comercialmente.
La azida de cobre fue uno de los componentes de los seis cartuchos de calibre .22 disparados por John Hinckley, Jr en su intento de asesinar al presidente de los Estados Unidos Ronald Reagan el 30 de marzo de 1981. Estos cartuchos consistían de un núcleo de azida de plomo con punta de aluminio sellado con laca y estaban diseñadas para detonar tras el impacto.